# Марьянское сельское поселение
Марьянское сельское поселение — муниципальное образование в Красноармейском районе Краснодарского края России. 
В рамках административно-территориального устройства Краснодарского края ему соответствует Марьянский сельский округ.
Административный центр и единственный населённый пункт — станица Марьянская.

## География
Расположено в юго-восточной части Красноармейского района на правом берегу реки Кубань, в 30 км западнее Краснодара.

## Население
| 2010    | 2012    | 2013    | 2014    | 2015    | 2016    | 2017    |
| ------- | ------- | ------- | ------- | ------- | ------- | ------- |
| 10 643  | ↗10 846 | ↗10 959 | ↗11 169 | ↗11 372 | ↗11 527 | ↗11 742 |
| 2018    | 2019    | 2020    | 2021    | 2023    |         |         |
| ↗11 887 | ↗12 063 | ↗12 165 | ↗12 215 | ↘12 091 |         |         |